# Bad Nieuweschans
Bad Nieuweschans – wieś w Holandii, w prowincji Groningen, w gminie Oldambt. W pobliżu miejscowości znajduje się najdalej wysunięty na wschód punkt Holandii. Była to siedziba oddzielnej gminy do roku 1990. Następnie wieś została włączona do gminy Reiderland, a w 2010 r. do gminy Oldambt.
We wsi znajduje się stacja kolejowa.